# Toray Pan Pacific Open 1992
Il Toray Pan Pacific Open 1992 è stato un torneo di tennis giocato sul sintetico indoor. È stata la 17ª edizione del Toray Pan Pacific Open, che fa parte della categoria Tier II nell'ambito del WTA Tour 1992. Si è giocato a Tokyo in Giappone, dal 28 gennaio al 2 febbraio 1992.

## Campionesse

### Singolare
Gabriela Sabatini ha battuto in finale  Martina Navrátilová con il punteggio di 6–2, 4–6, 6–2

### Doppio
Arantxa Sánchez Vicario /  Helena Suková hanno battuto in finale  Martina Navrátilová /  Pam Shriver con il punteggio di 7–5, 6–1